# Lijst van onroerend erfgoed in Genk
Een overzicht van het onroerend erfgoed in Genk. Het onroerend erfgoed maakt deel uit van het cultureel erfgoed in België.

## Bouwkundig erfgoed

### Bouwkundige gehelen
| Object                                                         | Erfgoedstatus?      | Bouwjaar of architect | Deelgemeente | Adres | Coördinaten                 | Nummer? | Afbeelding                                                     |
| -------------------------------------------------------------- | ------------------- | --------------------- | ------------ | --- | --------------------------- | ------- | -------------------------------------------------------------- |
| Provinciaal Domein Bokrijk                                     | Monument, landschap |                       | Genk         | Bokrijklaan 2-10 | 50° 58' 0" NB, 5° 25' 0" OL | 120895  | Upload foto                                                    |
| Steenkoolmijn van Waterschei                                   | Monument            |                       | Genk         | André Dumontlaan 67 |                             | 122122  | Steenkoolmijn van Waterschei                                   |
| Steenkoolmijn van Winterslag                                   | Monument            |                       | Genk         | Brikkenovenstraat 48-50, C-Mine 1-5, Evence Coppéelaan 89-91 |                             | 122123  | Steenkoolmijn van Winterslag                                   |
| Steenkoolmijn van Waterschei: Tuinwijk                         |                     |                       | Genk         | |                             | 122160  | Steenkoolmijn van Waterschei: Tuinwijk                         |
| Steenkoolmijn van Winterslag: Mijncité                         |                     |                       | Genk         | |                             | 122165  | Steenkoolmijn van Winterslag: Mijncité                         |
| Steenkoolmijn van Winterslag: Staatstuinwijk                   |                     |                       | Genk         | Staatstuinwijk 1-30 |                             | 122180  | Steenkoolmijn van Winterslag: Staatstuinwijk                   |
| Steenkoolmijn van Zwartberg: Zuiderwijk                        |                     |                       | Genk         | |                             | 122202  | Steenkoolmijn van Zwartberg: Zuiderwijk                        |
| Steenkoolmijn van Zwartberg: Noorderwijk                       |                     |                       | Genk         | |                             | 122203  | Steenkoolmijn van Zwartberg: Noorderwijk                       |
| Steenkoolmijn van Zwartberg: Ingenieurs- en personeelswoningen |                     |                       | Genk         | Koning Boudewijnlaan 1-3, Marcel Habetslaan 1-31 |                             | 301854  | Steenkoolmijn van Zwartberg: Ingenieurs- en personeelswoningen |
| Steenkoolmijn van Waterschei: Cité industrielle                |                     |                       | Genk         | André Dumontlaan 31, Duinenlaan 2-4, Kerkeweg 2-36, Meridiaanlaan 1-3, 4-35, 36-76, Nijverheidslaan 1-63, Parklaan 1 |                             | 301918  | Steenkoolmijn van Waterschei: Cité industrielle                |
| Steenkoolmijn van Waterschei: Mijncité tot Oud-Waterschei      |                     |                       | Genk         | |                             | 301932  | Steenkoolmijn van Waterschei: Mijncité tot Oud-Waterschei      |
| Steenkoolmijn van Winterslag: Eerste Cité                      |                     |                       | Genk         | |                             | 301957  | Steenkoolmijn van Winterslag: Eerste Cité                      |
| Steenkoolmijn van Winterslag: Tweede Cité                      |                     |                       | Genk         | Buitenlaan 1-100, 102-140, Dwarsstraat 1-4, 5-7, Groenstraat 1-74, 75-83, Kruisstraat 1-16, Noordlaan 80-110, 111-131, Parochiekerkstraat 1-92, 94-100, Passerelstraat 1-12, 14-20, Spoorwegstraat 1-96, 97-131, Vierblokkenstraat 1-8 |                             | 301958  | Steenkoolmijn van Winterslag: Tweede Cité                      |
| Steenkoolmijn van Winterslag: Vierde Cité                      |                     |                       | Genk         | |                             | 301959  | Steenkoolmijn van Winterslag: Vierde Cité                      |